# Flostoy
Flostoy is een plaats en deelgemeente van de Belgische gemeente Havelange. Flostoy ligt in de Waalse provincie Namen en was tot 1 januari 1977 een zelfstandige gemeente.

## Demografische ontwikkeling
- Bronnen:NIS, Opm:1831 tot en met 1970=volkstellingen, 1976= inwoneraantal op 31 december

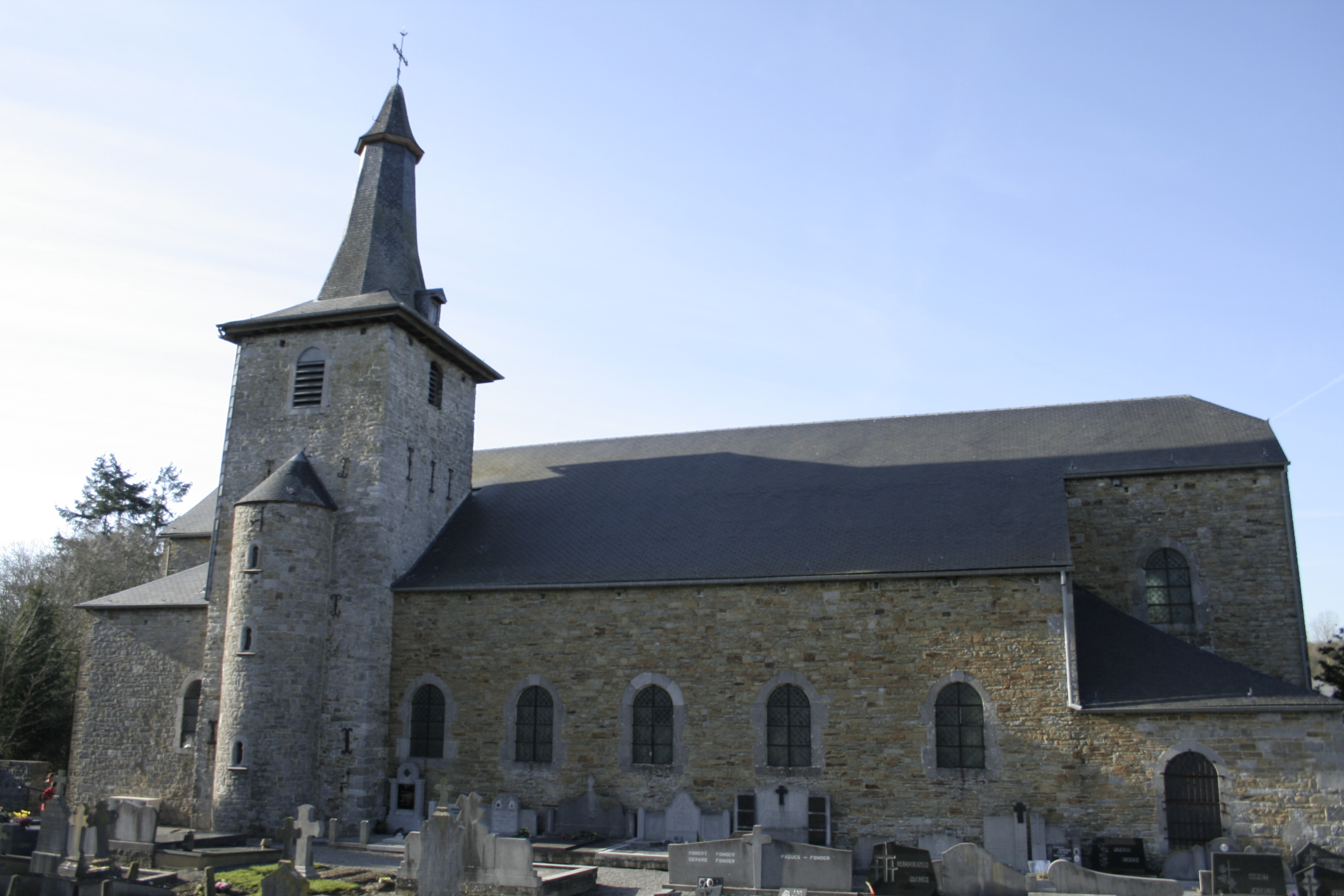
Sint-Remykerk

Deelgemeenten: Barvaux-Condroz · Flostoy · Havelange · Jeneffe · Maffe · Méan · Miécret · Porcheresse · Verlée

Overige dorpen: Barsy · Bassines · Béole · Bormenville · Buzin · Champs-du-Bois · Doyon · Émeville · Failon · Gros-Chêne · Homezée · Montegnet · Ossogne · Rémont

Belgische gemeenten · arrondissement Dinant · provincie Namen · Wallonië